# Lynchage de la famille Baker

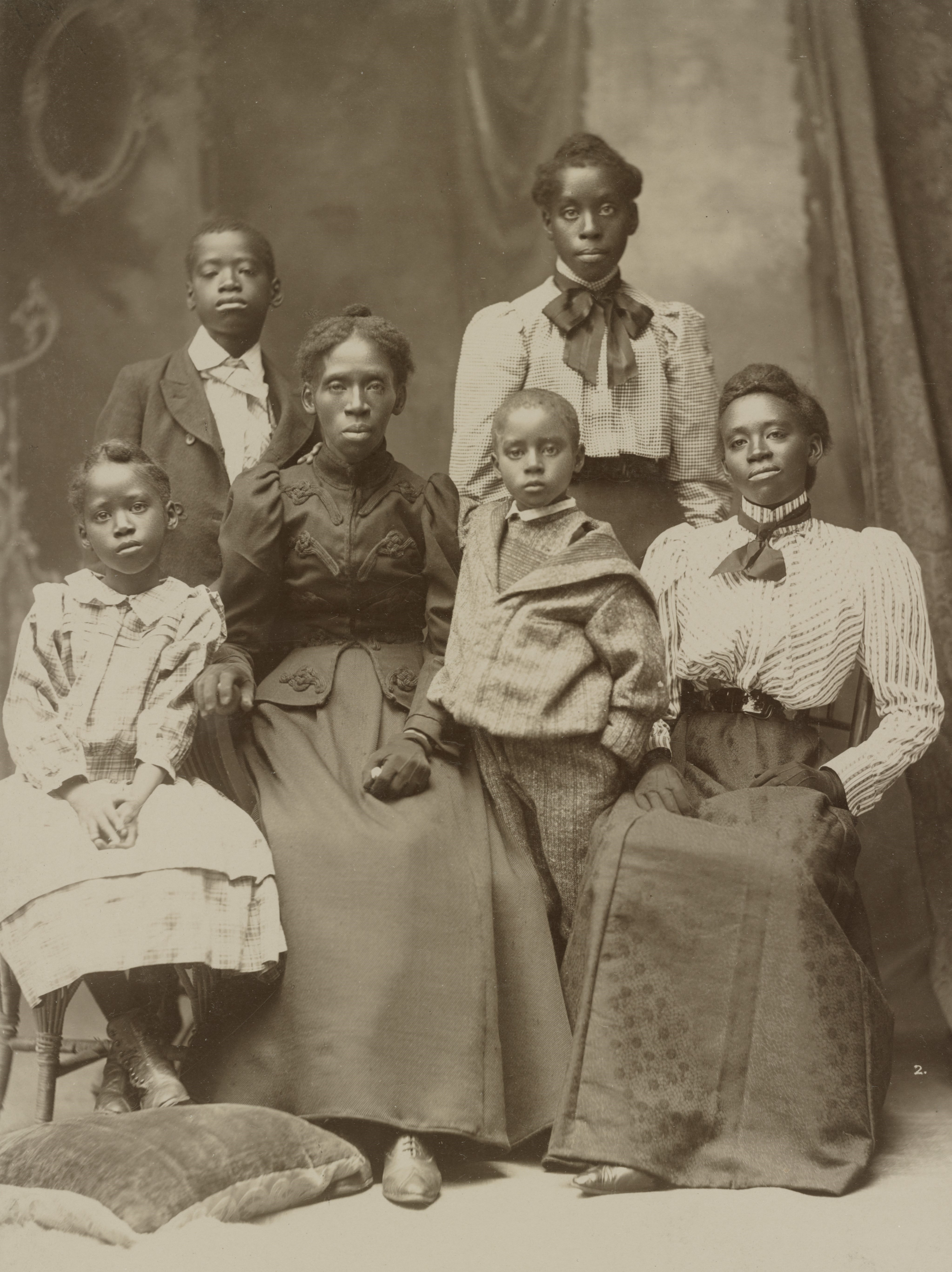
Lavinia Baker et ses cinq enfants ayant survécu après qu'un groupe de Blancs avait mis le feu à leur maison en pleine nuit et tué par balle son mari Frazier Baker et sa petite fille Julia le 22 février 1898. De gauche à droite : Sarah ; Lincoln, Lavinia; Wille ; Cora, Rose

Le lynchage de la famille Baker est un évènement raciste qui survint le 22 février 1898 à Lake City dans l'état américain de Caroline du Sud. Frazier B. Baker, un Afro-Américain nommé maître de poste de la ville par l'administration présidentielle de William McKinley, et sa fille Julia Baker furent abattus lors de l'attaque de leur maison par une foule blanche en colère. La maison avait été incendiée pour forcer la famille à en sortir. L'épouse de Frazier et deux de ces cinq autres enfants furent blessés. 

## Frazier Baker
Frazier Baker était un enseignant afro-américain. En 1897, sous la William McKinley, il fut nommé à la tête du bureau de poste de Lake City en Caroline du Sud. Ce choix déplut à une partie de la population blanche de la ville, qui réclama son renvoi. N'ayant pu obtenir la destitution de Frazier Baker, malgré de vives protestations, un groupe d'hommes blancs prit alors la décision de s'attaquer à Frazier et sa famille. Frazier et sa femme, Lavinia Baker, avait six enfants.
Le 22 février 1898, un groupe aux motivations racistes incendie la maison des Baker, afin de forcer la famille à en sortir. La femme de Frazier parvient à s'échapper avec les enfants, dont deux sont alors blessés, mais son mari, Frazier Baker, ainsi que leur fille de deux ans, Julia Baker est rattrapé et mis à mort par les assaillants.

## Contexte
Après l'élection présidentielle de 1896, l'administration républicaine de William McKinley nomma des centaines de Noirs à des postes de  maîtres de poste dans tout le sud des États-Unis pendant le reste de son mandat, dans le cadre d'emplois de clientélisme visant à construire des réseaux locaux. Les Blancs locaux s'opposèrent à ces nominations surprises, car ils n'appréciaient pas que des Noirs furent nommés à des postes par des Républicains, et en particulier par une administration sortante. Ils affirmaient craindre que le pouvoir politique accru des maîtres de poste noirs ne les incite à faire des propositions aux femmes blanches.
Frazier B. Baker, un instituteur de 40 ans, marié et père de six enfants, fut nommé receveur des postes de Lake City, en Caroline du Sud, en 1897. Il se heurta immédiatement à l'opposition farouche des Démocrates blanc locaux, très conservateurs : alors que le comté voisin de Willamsburg comptait 63 % de Noirs, Lake City était très majoritairement blanche, avec moins d'une douzaine de résidents noirs. Les Blancs lancèrent un boycott du bureau de poste de Lake City et firent circuler des pétitions appelant à la révocation de Baker.
L'une des plaintes portait sur le fait que Baker, membre de la Colored Farmers Alliance, avait réduit la distribution du courrier de trois à une fois par jour après que des menaces de mort eurent été proférées à son encontre. Un inspecteur des postes vint enquêter sur les plaintes et recommanda la fermeture du bureau de poste. En réponse, une foule blanche l'incendia dans l'espoir que personne ne louerait de locaux pour l'utiliser comme bureau de poste tant que Baker resterait maître de poste. Le gouvernement obtient un local à la périphérie de la ville, mais une diminution des tensions raciales conduisit Baker à faire venir sa famille en février 1898.
Des menaces de mort furent proférées à l'encontre de Baker, les Blancs restant hostiles à sa présence. Baker fit part de ces menaces à ses supérieurs à Washington.

## Lynchage
| Nom           | Âge | Sexe | Blessures                            |
| ------------- | --- | ---- | ------------------------------------ |
| Frazier Baker | 42  | M    | Tué par balle                        |
| Lavinia Baker | 37  | F    | Blessée au niveau du bras par balle. |
| Rosa Baker    | 18  | F    | Bras cassé par balle                 |
| Cora Baker    | 14  | F    | Blessée par balle sur la main droite |
| Lincoln Baker | 11  | M    | Balle dans l'abdomen et bras cassé   |
| Sarah Baker   | 7   | F    | Saine et sauve                       |
| Millie Baker  | 5   | F    | Saine et sauve                       |
| Julia Baker   | 1   | F    | Tuée par balle                       |

À une heure du matin le 21 février 1898, la famille Baker fut réveillée par l'incendie de leur maison qui servait également de bureau de poste. Frazier Baker tenta d'éteindre le feu sans succès et envoya son fils, Lincoln, chercher de l'aide. À peine son fils eut-il ouvert la porte qu'il fut visé par des tirs d'arme à feu. Frazier le tira vers l'intérieur de la maison, maudit la foule et se mit à prier. Alors que la chaleur s'intensifiait, Baker se tourna vers sa femme, Lavinia, et lui dit qu'il "valait mieux mourir en courant pour tenter de sauver leurs vies plutôt que de rester immobiles", et se dirigea alors vers la porte. Avant qu'il ne puisse l'ouvrir, une balle atteignit sa fille de deux ans, Julia, que Lavinia tenait, et la tua sur le coup. Lorsque Baker prit conscience de la mort de sa fille, il ouvrit la porte et fut abattu par une pluie de balles.
Blessée par la même balle qui avait tué sa fille, Lavinia rassembla sa famille pour sortir de la maison en feu. La famille traversa la route en courant pour se cacher sous des arbustes dans un champ adjacent. Après avoir attendu que les flammes et les coups de feu se calment, Lavinia se dirigea vers la maison d'un voisin, où elle trouva une de ses filles qui attendait. Ils furent ensuite rejoints par l'aînée, Rosa. Rosa avait reçu une balle dans le bras droit et s'était enfuie de la maison alors qu'un homme blanc armé non identifié la poursuivait. Seules Sarah (7 ans) et Millie (5 ans) s'en sortirent indemnes. Les survivants restèrent à Lake City pendant trois jours mais ne reçurent aucun traitement médical.

## Conséquences

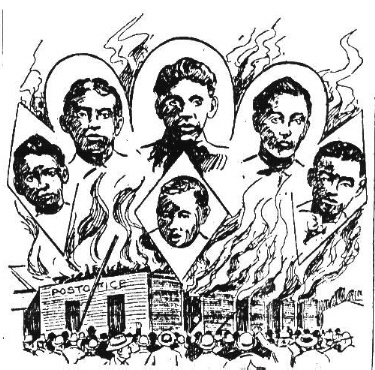
« The Mob at the Lake City Post Office--An Artist's Portrayal », reproduit du Boston Post, 10 août 1899.

### Réactions
Le lynchage fut largement condamné, y compris dans tout le Sud du pays mais il fut défendu par ceux qui étaient d'accord avec le sénateur de Caroline du Sud Benjamin Tillman, qui déclara que les "fiers habitants" de Lake City refusaient de recevoir "leur courrier d'un nègre".
La journaliste Ida B. Wells-Barnett dénonça le lynchage et nota que les lyncheurs n'avaient même pas prétendu que Baker avait commis un crime, comme le font souvent les foules. Lors d'une manifestation de masse à Chicago, elle se moqua des lyncheurs comme étant des Sudistes "dont la fierté était d'être chevaleresques envers les femmes". Pour présenter les résolutions adoptées lors de cette réunion, elle rencontra le président McKinley, arguant que le meurtre de Baker "était purement et simplement une affaire fédérale. Il était mort à son poste de travail pour défendre l'honneur de son pays, aussi sincèrement qu'un soldat sur le champ de bataille". McKinley l'assura qu'une enquête était en cours. Lors de son séjour à Washington, Wells-Barnett exhorta également le Congrès américain à apporter son soutien aux survivants. Les législateurs ne parvinrent pas à surmonter l'opposition des Démocrates et de la quasi-totalité du bloc sudiste pour autoriser une telle aide.
Le lynchage des Baker reçut une large couverture médiatique. En Caroline du Sud, les journaux blancs  condamnèrent le meurtre comme "ignoble" et "révoltant". Le Williamsburg County Record qualifia le lynchage de "tache la plus sombre de l'histoire de la Caroline du Sud". Il déclara que l'administration McKinley était également à blâmer pour "avoir poussé des hommes de main noirs vénaux dans des bureaux de confiance du Sud".

### Enquête et procès
Un grand jury fut convoqué dans le comté de Williamsburg, mais ne rendit aucun acte d'accusation. L'administration McKinley mena une enquête approfondie sur le meurtre, offrant initialement une récompense de 1 500 $ (49 000 $ d'aujourd'hui) pour l'arrestation et la condamnation des coupables. Malgré la réticence des habitants à témoigner, le 1er juillet 1898, les procureurs inculpèrent sept hommes pour le meurtre de Baker. En fin de compte, treize hommes furent inculpés devant la Cour d'appel des États-Unis pour meurtre, complot en vue de commettre un meurtre et destruction de courrier le 7 avril 1899, après que deux hommes, Joseph P. Newham et Early P. Lee, témoignèrent pour obtenir en échange leur immunité,.
Le procès eut lieu devant un tribunal fédéral du 10 au 22 avril 1899 et la liste des accusés était la suivante :
- Alonza Rogers
- Charles D. Joyner
- Edwin Rogers
- Ezra McKnight
- Henry Godwin
- Henry Stokes
- Marion Clark
- Martin Ward
- Moultrie Epps
- Oscar Kelly
- W. A. Webster

Le jury était composé d'hommes d'affaires, tous blancs, venant de différentes régions de l'État. Newham, le témoin vedette de l'accusation, reconnut avoir allumé l'incendie et identifia huit des accusés comme ayant participé aux meurtres. Il n'exprima aucun remords pour la mort de Baker et de sa fille. Un autre témoin, MB Springs, identifia Henry Stokes comme le meneur ; Springs fut ostracisé à Lake City et fut finalement placé sous protection policière. Henderson Williams, un témoin afro-américain, déclara avoir vu des hommes blancs armés au bureau de poste la nuit du lynchage. Il fut menacé et s'enfuit à Florence après qu'un partenaire commercial blanc ait menacé de " [lui] faire comme ils ont fait à Baker".
Le jury délibéra pendant environ 24 heures avant de déclarer la nullité du procès car le jury était dans l'impasse pour parvenir à un verdict, cinq contre cinq. L'affaire ne fut jamais rejugée.
À la suite de l'annulation du procès, les Blancs de Lake City demandèrent la réouverture du bureau de poste et le rétablissement du service postal. De nombreux Afro-Américains qualifièrent cela d'hypocrite.

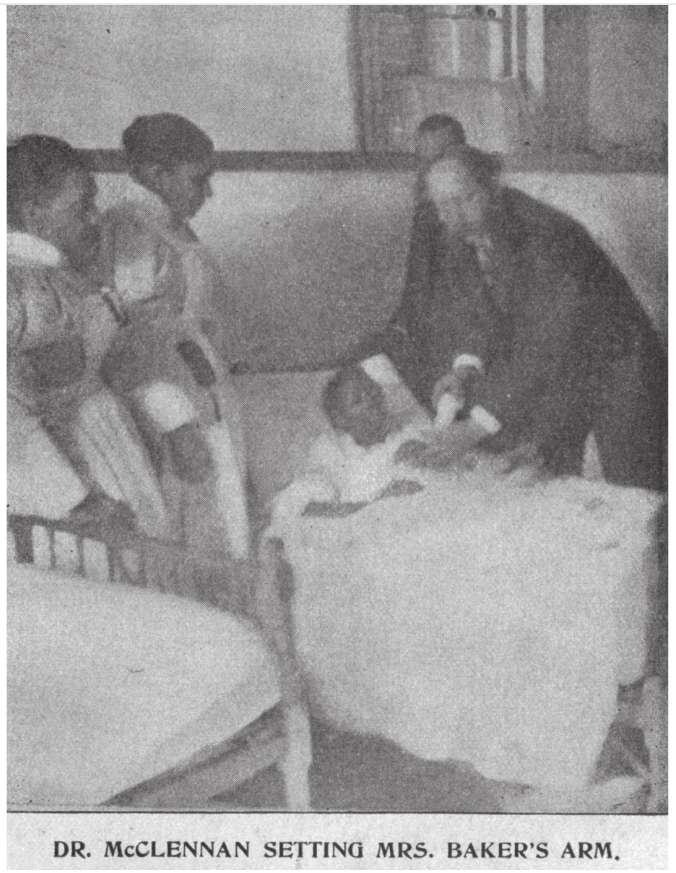
Lavinia Baker soignée par le Dr Alonzo McClennan au Charleston Colored Hospital.

Le 2 mai 1898, une déclaration condamnant l'attaque fut prononcée lors d'une réunion massive qui eut lieu à l'église Emmanuel épiscopale méthodiste africaine (AME) à Charleston, en Caroline du Sud. La congrégation avait recueilli 16 $ (460 $ d'aujourd'hui) pour la famille Baker.
Lavinia Baker et ses cinq enfants survivants restèrent à Charleston pendant plusieurs mois après le verdict. Lillian Clayton Jewett, un membre de la congrégation, rencontra le Dr Alonzo C. McClennan, le médecin de Charleston à la tête d'un collectif chargé de veiller sur la famille Baker, et ensuite organisa une réunion avec Lavinia. Lavinia accepta de se rendre à Boston avec ses enfants accompagnée par Jewett et le Dr Lucy Hughes Brown, une collègue du Dr McClennan.
La famille Baker resta à Boston dans une maison achetée grâce à la collecte de fonds menée par William Lloyd Garrison, Jr. mais hors de la vie publique. Les enfants Baker survivants furent victimes d'une épidémie de tuberculose, et quatre d'entre-eux (William; Sara ; Lincoln et Cora} en moururent entre 1908 et 1920,,,. Le dernier enfant encore en vie de Lavinia, Rosa Baker, est morte en 1942. Ayant perdu tous ses enfants, Lavinia Baker est retournée dans le comté de Florence en  Caroline du Sud, où elle a vécu jusqu'à sa mort en 1947 à Cartersville.

### Lake City
En 1918, l'église St. James AME fut construite sur le site du bureau de poste et de la maison incendiés. Le 5 octobre 1955, l'église fut incendiée. Les habitants suspectèrent des suprémacistes blancs, en colère contre l'activisme du pasteur Joseph DeLaine pendant le mouvement des droits civiques au nom de la NAACP, d'être responsables de l'incendie criminel. Les racistes avaient averti DeLaine qu'il vivait « là où le maître de poste noir avait été abattu il y a de nombreuses années ». 
En 2003, l'Assemblée générale de Caroline du Sud adopta une résolution en faveur de l'installation d'un mémorial dans l'Etat sur le lynchage et l'incendie de la maison des Baker. Ce mémorial fut inauguré en octobre 2013 sur South Church Street, à l'emplacement ou se trouvaient le bureau de poste et la maison des Baker.